# Општина Солун
Општина Солун (грч. Δήμος Θεσσαλονίκης, Димос Тесалоникис) општина је у Грчкој. По подацима из 2021. године број становника у општини је био 319.045. Административни центар је Солун. Поред ужег градског језгра Солуна, обухвата и насеље Тријандрија.

## Становништво
| 2011.   | 2021.   |
| ------- | ------- |
| 325.182 | 319,045 |